# مرلي شامبرز
مرلي شامبرز (بالإنجليزية: Merle Chambers)‏ هي سيدة أعمال ومحامية أمريكية، ولدت في 1946 في شيكاغو في الولايات المتحدة.